# Полярна експедиция на Циглер
Полярната експедиция на Циглер от 1903 – 1905, също известна като експедиция Фиала, представлява неуспешен опит да се достигне Северния полюс. Членовете на експедицията остават блокирани на север от Полярния кръг в продължение на две години, преди да бъдат спасени, като всички освен един от нейните членове оцеляват. Експедицията е спонсорирана от Уилям Циглер и ръководена от Антъни Фиала. Тя потегля от Тромсьо, Норвегия, на 14 юни 1903, на борда на кораба Америка. По време на първата им зима, те складират провизии и въглища на Остров Рудолф, Северен остров на Земята на Франц-Йосиф.

## Планиране
Циглер, който две години по-рано финансира Експедицията към Северния Полюс на Болдуин-Циглер през 1901 година, избира Антъни Фиала, който е фотограф на споменатата мисия, за да доведе своята втора полярната експедиция. Фиала изчислява, че хранителните нужди на осем кучета и водач ще бъде не по-малко от 500 кг. Това представлява проблем, защото максималната товароносимост на шейната е 272 кг. Той планира да използва понита, които да носят допълнителни провизии, а кучетата да се хранят с конско месо щом провизиите намалеят.

## Изолация и спасяване
През ноември 1903 г., при неблагоприятни метеорологични условия, корабът се разпада, а провизиите и въглищата биват унищожени. Всички отломки изчезват при буря през януари 1904.
През пролетта на следващата година, експедицията продължава опитите за достигане на Северния Полюс. Условията се оказват твърде тежки. Провизиите намаляват и експедицията се насочва на югна пресъхнали и участниците на експедицията се отправиха на юг, достигайки Нос Флора, Нос Дилън, и лагер Зиглер.
Уилям Питърс, който е на второ място в ранга на командването на експедицията, използва това време и повежда изследователска дейност, в резултат на която картите се усъвършенстват.
С разбирането, че спасителни кораби в края на краищата ще бъдат изпратени, експедицията запазва надежда, макар командването да изпитва трудности да запази морала на групата.